# Saint-Gervais (Gironde)
Saint-Gervais (okzitanisch: Sent Gervasi) ist eine französische Gemeinde mit 1.981 Einwohnern (Stand: 1. Januar 2022) im Département Gironde in der Region Nouvelle-Aquitaine. Sie gehört zum Arrondissement Blaye und zum Kanton Le Nord-Gironde. Die Einwohner werden Gervaisiens genannt.

## Geografie
Saint-Gervais liegt etwa 22 Kilometer nordnordöstlich von Bordeaux am Unterlauf der Dordogne. Umgeben wird Saint-Gervais von den Nachbargemeinden Saint-Laurent-d’Arce im Norden, Virsac im Nordosten und Osten, Saint-André-de-Cubzac im Südosten und Süden, Saint-Vincent-de-Paul im Süden und Südwesten sowie Prignac-et-Marcamps im Westen.

## Bevölkerungsentwicklung
| Jahr                       | 1962 | 1968 | 1975 | 1982 | 1990 | 1999 | 2010 | 2020 |
| Einwohner                  | 779  | 808  | 903  | 1026 | 1204 | 1219 | 1568 | 1919 |
| Quellen: Cassini und INSEE |      |      |      |      |      |      |      |      |

## Sehenswürdigkeiten
- Kirche Saint-Gervais (Monument historique)
- Château de Mass
- Château de Bart

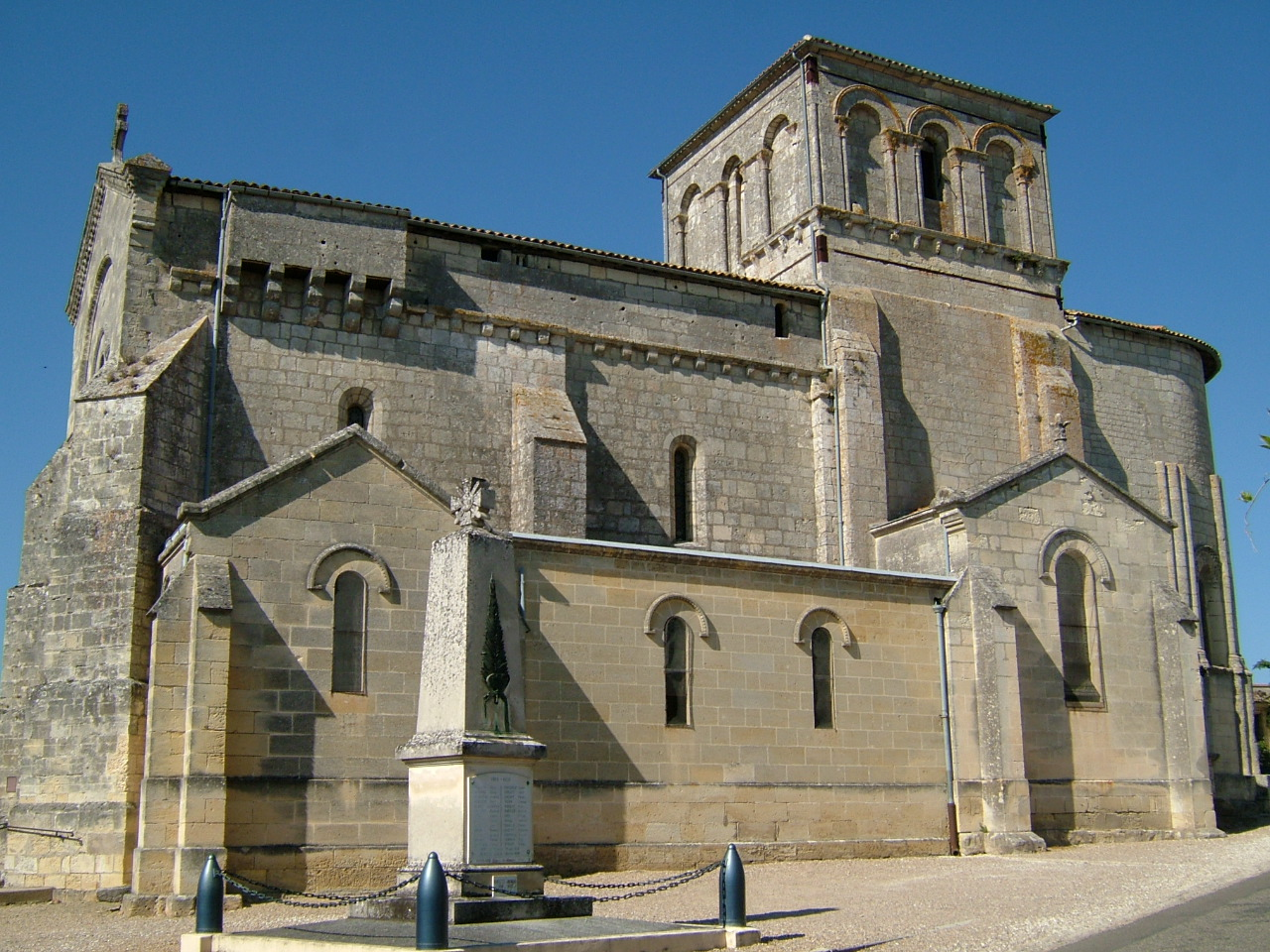
Kirche Saint-Gervais
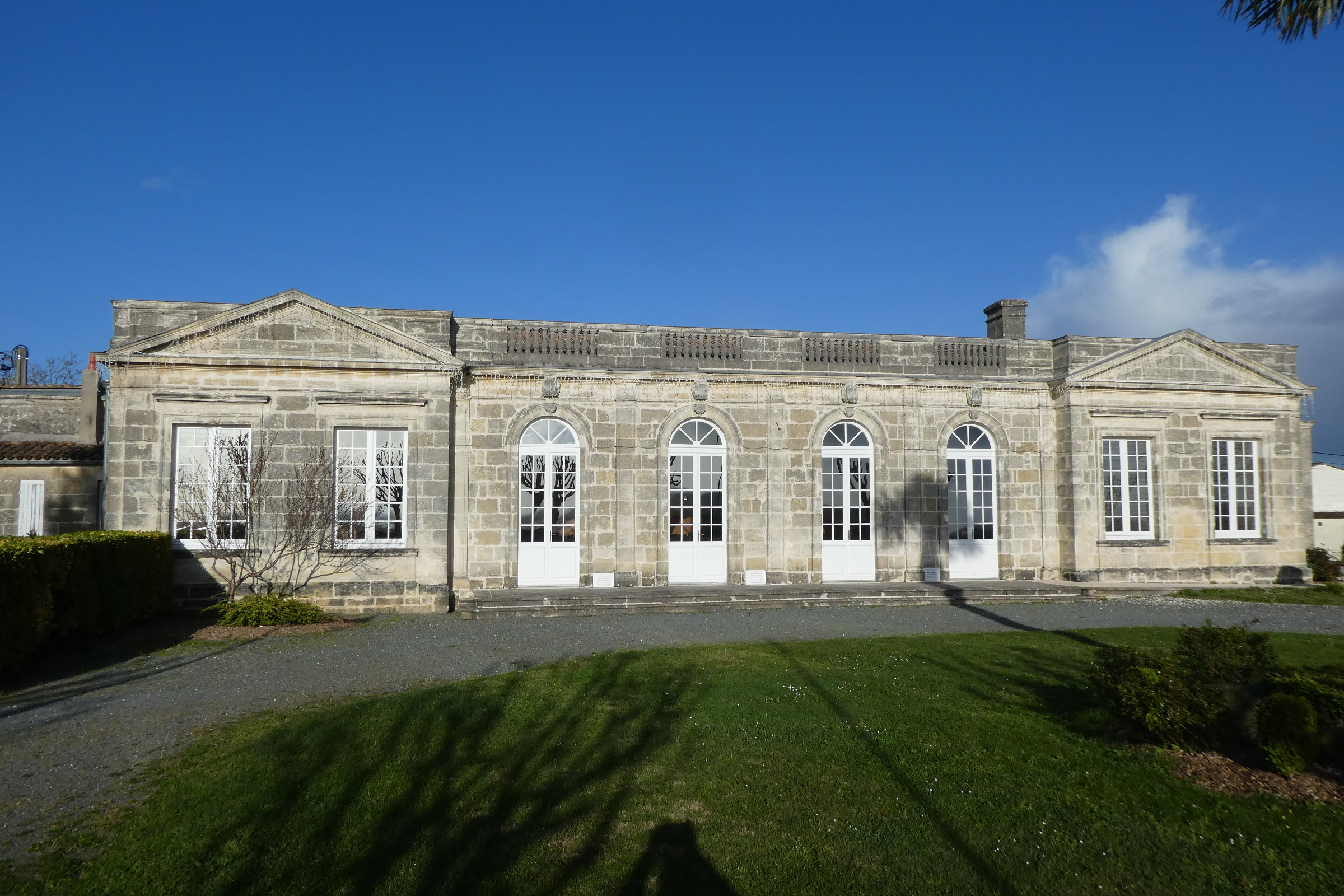
Château de Bart